# 최송현 (기자)
최송현은 대한민국의 KBS광주방송총국 기자이다. 현재 보도부 기자이다.

## 경력
- 2007년 KBS광주방송총국 보도부 기자 입사
- 사회부, 교육부 이후 사회부 바이스를 취재함